# Interaktivní výuka
Interaktivní výuka je moderní a progresivní metoda výuky na ZŠ a SŠ, mající několik hlavních cílů. Tím nejvýznamnějším je nabídnout žákům zábavnější a méně stereotypní formu výuky, a tím zvýšit jejich motivaci k učení. Dalším cílem je zapojit do procesu učení samotné děti – ty již nemají být jen pasivními posluchači, ale mají spoluvytvářet výuku a aktivně se zapojovat do procesu vzdělávání.
Důležitým znakem interaktivního vyučování je zjevná názornost a systematičnost ve výuce – součástí jednotlivých předmětů jsou audio i video nahrávky s materiály a webové odkazy, na nichž mohou žáci získat rozšiřující informace o probírané látce. Navíc jsou předměty propojeny mezipředmětovými vztahy, což pomáhá dětem uvědomit si, že jednotlivé poznatky je nutné kombinovat s jinými, doplňovat je a vzájemně propojovat, nikoli separovat.

## Interaktivní učebnice
Interaktivní učebnice je software pro výuku na interaktivních tabulích nebo i na dalších zařízeních, jako jsou například tablety. Interaktivní učebnice umožňují použití interaktivních materiálů (obrázky, audio, video, animace apod.) přímo ve výuce.
Pro interaktivní učebnice se používají různé autorské nástroje, dodávané především výrobci interaktivních tabulí, v České republice vyvinulo vlastní systém interaktivních učebnic Nakladatelství Fraus. Bylo vůbec prvním českým nakladatelstvím, které tento formát uvedlo na trh, a na označení iučebnice ® také drží ochrannou známku. První interaktivní učebnicí v Česku byla angličtina pro 6. ročník Way to Win. Dalšími producenty interaktivních učebnic v České republice jsou například Terasoft, Nakladatelství Alter, Prodos, Nakladatelství Nová škola, LANGMaster, Tobiáš, a další.

## Technika pro i-výuku
Pro správný chod i-učebnic a využití všech jejich možností je zapotřebí mít interaktivní tabuli s dataprojektorem, počítačem s připojením k internetu a hlasovací zařízení. Pomocí dalších technických prostředků, jako např. mini notebooků či tabletů, lze výuku navíc zefektivnit.
Nejvíce rozšířené typy interaktivních tabulí jsou ActivBoard, SMART Board, eTabule, Interwrite.

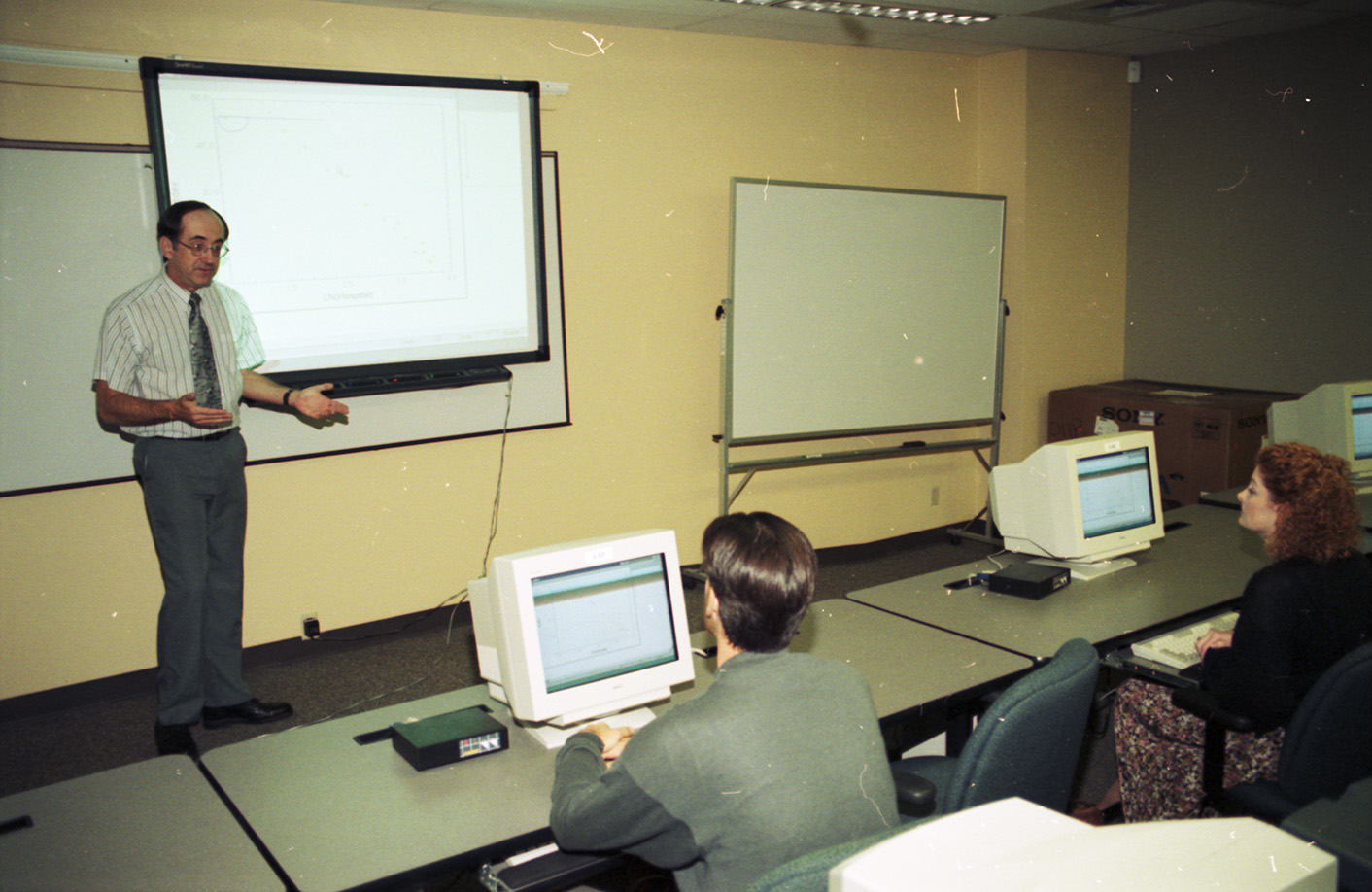
Příklad učebny vybavené interaktivní tabulí na Texaské univerzitě